# Autostrada A26 (Franța)
Autostrada A26 (numită și autostrada Englezilor) este o autostradă care pornește din Calais, trece pe lângă Béthune, Lens, Arras, Cambrai, Saint-Quentin, Laon, Reims, Châlons-en-Champagne și se termină la sud-est de Troyes, la intersecția cu A5.
Este integral concesionată, în mare parte către Sanef, între Calais și nordul orașului Troyes. Totuși, centura de est a orașului Troyes aparține companiei APRR. La nivelul orașului Reims, traseul său se suprapune cu A4 pe o distanță de aproximativ treizeci de kilometri.
Denumirea de „Autostrada Englezilor” provine din faptul că reprezintă axa cea mai directă între Regatul Unit și Riviera Franceză (Coasta de Azur), evitând trecerea prin Paris și utilizarea autostrăzilor A1 și A6.
În 1992, deschiderea tronsonului dintre Châlons-en-Champagne și Troyes a permis, pentru prima dată, efectuarea unui traseu pe autostradă între nord și sud (Calais - Marsilia) fără a trece prin Paris.

## Istoric
Construcția a început în septembrie 1977, având scopul de a lega, la acea vreme, Calais de Reims. Realizarea sa a necesitat timp: au fost necesari mai mult de cincisprezece ani pentru finalizarea completă a proiectului, datorită planului de dezvoltare rutieră asociat tunelului de sub Canalul Mânecii. Autostrada a fost finalizată la 1 iulie 1992.

### Dare în folosință
- 03.12.1976: Secțiunea Lillers - Liévin (ieșirea 5 - A21)
- 23.09.1977: Secțiunea Liévin - Plouvain (A21 - A1)
- 20.12.1981: Secțiunea Setques - Lillers (ieșirile 3 la 5)
- 10.11.1982: Secțiunea Plouvain - La Vacquerie (A1 - ieșirea 9)
- 11.08.1983: Secțiunea Nordausques - Setques (ieșirile 2 la 3)
- 27.07.1985: Secțiunea La Vacquerie - Saint-Quentin-Nord (ieșirile 9 la 10)
- 29.11.1985: Secțiunea Saint-Quentin-Nord - Grugies (ieșirile 10 la 11)
- 07.07.1987: Secțiunea Grugies - Laon (ieșirile 11 la 13)
- 15.12.1988: Amenajare Rely
- 16.12.1988: Secțiunea Calais - Nordausques (A16 - ieșirea 2)
- 24.03.1989: Secțiunea Laon - Thillois (ieșirea 13 - A344)
- 25.06.1990: Nod rutier Saint-Omer-Centre (ieșirea 4)
- 30.06.1992: Secțiunea Les Grandes-Loges - Montaulin (A4-Est - A5)
- 10.05.1994: Nod rutier Nordausques (ieșirea 2)
- 01.07.1996: Nod rutier Reims-Colbert (ieșirea 16)
- 18.10.2002: Nod rutier Vatry (ieșirea 19)
- 18.12.2014: Nod rutier Nœux-les-Mines (ieșirea 6.1)
- 23.11.2010: Secțiunea Thillois - Ormes (A344 - A4-Ouest)

## Traseu
| De la A16 până la ieșirea 3: secțiune cu taxă în sistem deschis, concesionată companiei Sanef.         | |             |
| Intersecție                                                                                            | Nod rutier între A16, A216 și A26: Calais-port, Car ferry; Boulogne-sur-Mer, Tunelul Canalului Mânecii, Calais-vest, Calais-centru; Dunkerque, Lille, Marck. | A16 A216    |
| A216 E15                                                                                               | |             |
| A26 E15                                                                                                | |             |
| | Zone de odihnă: Nortkerque (sens Troyes-Calais) ; Zutkerque (sens Calais-Troyes).                                                                            |             |
| 2 - Ardres                                                                                             | Orașe deservite: Ardres, Licques, Éperlecques, Tournehem-sur-la-Hem, Audruicq, Guînes.                                                                       | RD217 RD943 |
| 3 - Saint-Omer-ouest                                                                                   | Orașe deservite: Boulogne-sur-Mer, Saint-Omer, Lumbres. | RN42 RD942  |
| De la ieșirea 3 până la ieșirea 15: secțiune cu taxă în sistem închis, concesionată companiei Sanef.   | |             |
| | Punctul de taxare Setques. |             |
| 4 - Saint-Omer-centre                                                                                  | Orașe deservite: Saint-Omer-centru, Le Touquet-Paris-Plage, Berck, Desvres, Hesdin, Arques, Aire-sur-la-Lys.                                                 | RD77        |
| | Zone de odihnă: Grand Riez (sens Troyes-Calais) ; Villefleur (sens Calais-Troyes).                                                                           |             |
| | Zone de servicii: Rely (sens Troyes-Calais) ; Saint-Hilaire-Cottes (sens Calais-Troyes).                                                                     |             |
| 5 - Lillers                                                                                            | Orașe deservite: Hazebrouck, Auchel, Lillers, Saint-Pol-sur-Ternoise, Aire-sur-la-Lys.                                                                       | RD69 RD916  |
| | Zone de odihnă: Le Réveillon (sens Troyes-Calais) ; La Grande Bucaille (sens Calais-Troyes).                                                                 |             |
| 6 - Béthune                                                                                            | Orașe deservite: Béthune, Bruay-la-Buissière. | RD943       |
| 6.1 - Béthune                                                                                          | Oraș deservit: Nœux-les-Mines. | RD937E1     |
| Intersecție                                                                                            | Nod rutier între A21, RD301 și A26: Lille, Douai, Lens, Liévin, Bully-les-Mines.                                                                             | A21 RD301   |
| 6.2 - Liévin                                                                                           | Orașe deservite: Liévin, Lens, Bruay-la-Buissière. |             |
| | Zone de servicii: Souchez (sens Troyes-Calais) ; Angres (sens Calais-Troyes).                                                                                |             |
| 7 - Arras                                                                                              | Orașe deservite: Arras, Vimy, Lens. | RN17        |
| | Zone de odihnă: Les Trois Crêtes (sens Troyes-Calais) ; La Cressonière (sens Calais-Troyes).                                                                 |             |
| Intersecție                                                                                            | Nod rutier între A1 și A26: Lille, Douai, Paris, Arras-est.                                                                                                  | A1          |
| | Zone de odihnă: Bonnettes (sens Troyes-Calais) ; Bois d'Huez (sens Calais-Troyes).                                                                           |             |
| | Zone de servicii: Rumaucourt (sens Troyes-Calais) ; Baralle (sens Calais-Troyes).                                                                            |             |
| 8 - Marquion                                                                                           | Orașe deservite: Marquion, Cambrai. |             |
| | Trecerea din departamentul Pas-de-Calais în departamentul Nord.                                                                                              |             |
| Intersecție                                                                                            | Nod rutier între A2 și A26: Paris, Bruxelles, Valenciennes, Cambrai.                                                                                         | A2          |
| | Zone de odihnă: Plateau (sens Troyes-Calais) ; Vacquerie (sens Calais-Troyes).                                                                               |             |
| 9 - Péronne                                                                                            | Orașe deservite: Péronne, Masnières, Cambrai. |             |
| | Trecerea din departamentul Nord în departamentul Aisne. |             |
| | Trecerea din departamentul Aisne în departamentul Somme. |             |
| | Trecerea din departamentul Somme în departamentul Aisne. |             |
| | Zone de odihnă: La Haute Bruyère (sens Troyes-Calais) ; L'Omignon (sens Calais-Troyes).                                                                      |             |
| 10 - Saint-Quentin-centre                                                                              | Oraș deservit: Saint-Quentin. | RD1029      |
| Intersecție                                                                                            | Nod rutier între A29 și A26: A1 (Paris), Rouen, Amiens, Ham, Péronne.                                                                                        | A29 A1      |
| 11 - Saint-Quentin-Sud                                                                                 | Orașe deservite: Saint-Quentin, Soissons, Gauchy, Chauny, Tergnier.                                                                                          | RD1         |
| | Zonă de servicii: Urvilliers (în ambele sensuri). |             |
| 12 - La Fère                                                                                           | Orașe deservite: Chauny, Tergnier, La Fère, Crécy-sur-Serre.                                                                                                 | RD1032      |
| | Zone de odihnă: Broyon (sens Troyes-Calais) ; Saint-Brice (sens Calais-Troyes).                                                                              |             |
| 13 - Laon                                                                                              | Orașe deservite: Laon, Maubeuge, Sissonne, Vervins, Crécy-sur-Serre.                                                                                         | RN2         |
| | Zone de odihnă: Les Pèlerins (sens Troyes-Calais) ; La Croisette (sens Calais-Troyes).                                                                       |             |
| | Zone de servicii:Le Champ-Roland (sens Troyes-Calais) ; Le Mont de Nizy (sens Calais-Troyes) .                                                               |             |
| 14 - Guignancourt                                                                                      | Orașe deservite: Berry-au-Bac, Guignicourt, Rethel. |             |
| | Trecerea din departamentul Aisne în departamentul Marne. Trecerea din regiunea Hauts-de-France în regiunea Grand Est.                                        |             |
| | Zone de odihnă: Loivre (sens Troyes-Calais) ; Cauroy (sens Calais-Troyes).                                                                                   |             |
| | Punctul de taxare Courcy. |             |
| De la ieșirea 15 până la ieșirea 16: secțiune cu taxă în sistem deschis, concesionată companiei Sanef. | |             |
| 15 - Reims-La Neuvilette                                                                               | Oraș deservit: Reims-La Neuvilette. | RD944       |
| De la ieșirea 16 până la A344: secțiune gratuită, concesionată companiei Sanef.                        | |             |
| 16 - Reims-Colbert                                                                                     | Oraș deservit: Reims-Colbert. |             |
| 16.1                                                                                                   | Nod rutier între A4-vest, A344 și A26: Paris, Château-Thierry; Reims-centru (nod rutier parțial).                                                            | A4 A344     |
| De la A344 până la A4: secțiune cu taxă în sistem închis, concesionată companiei Sanef.                | |             |
| | Punctul de taxare Ormes. |             |
| Intersecție                                                                                            | Nod rutier între A4, și A26: Paris, Château-Thierry; Reims-La Neuvillette, Z.I. Colbert (nod rutier parțial).                                                | A4 E17      |
| 22 - Tinqueux                                                                                          | Orașe deservite: Soissons, Fismes, Tinqueux, Reims-centru.                                                                                                   | RN31 E46    |
| Traseu comun cu A4: secțiune cu taxă în sistem închis, concesionată companiei Sanef.                   | |             |
| A4 E17 E50                                                                                             | (Traseu comun) |             |
| 23 - Champfleury                                                                                       | Orașe deservite: Épernay, Gara Champagne-Ardenne TGV, Reims-centru.                                                                                          | RD951       |
| Intersecție                                                                                            | Nod rutier între A34 și A4: Charleville-Mézières, Reims-Farman-Pompelle, Reims-centre.                                                                       | A34 E46     |
| | Zone de odihnă: L'Espérance (sens Paris > Strasbourg) ; La Vesle (sens Strasbourg > Paris).                                                                  |             |
| | Zonă de servicii: Reims - Champagne (în ambele sensuri). |             |
| Intersecție                                                                                            | Nod rutier între A4 și A26: Strasbourg, Metz, Nancy, Verdun.                                                                                                 | A4 E17      |
| A26 E17                                                                                                | (Finalul traseului comun cu A4) |             |
| De la A4 până la ieșirea 22: secțiune cu taxă în sistem închis, concesionată companiei Sanef.          | |             |
| | Zonă de odihnă: Les Grands Traquiers (sens Troyes-Calais).                                                                                                   |             |
| 17 - Châlons-en-Champagne-Rive-Gauche                                                                  | Orașe deservite: Châlons-en-Champagne, Fagnières, Épernay, Saint-Gibrien.                                                                                    |             |
| | Zonă de odihnă: La Garenne (sens Calais-Troyes). |             |
| 18 - Châlons-en-Champagne-centre                                                                       | Orașe deservite: Châlons-en-Champagne-centru, Châlons-en-Champagne-Hipodromul Mont-Choisy.                                                                   |             |
| | Zonă de odihnă: La Bardolle (sens Troyes-Calais). |             |
| 19 - Europort Vatry                                                                                    | Zonă deservită: Aeroportul Châlons Vatry. |             |
| 20 - Sézanne                                                                                           | Orașe deservite: Vitry-le-François, Sézanne. | RN4         |
| | Zonă de servicii: Sommesous (în ambele sensuri). |             |
| | Trecerea din departamentul Marne în departamentul Aube. |             |
| | Limitare la 130 km/h (sens Troyes > Calais). |             |
| | Zone de odihnă: Le Champ l'Épée (sens Troyes-Calais) ; Le Champ du Carreau (sens Calais-Troyes).                                                             |             |
| 21 - Arcis-sur-Aube                                                                                    | Orașe deservite: Arcis-sur-Aube, Brienne-le-Château, Romilly-sur-Seine.                                                                                      |             |
| 22 - Troyes-centre                                                                                     | Orașe deservite: Troyes-centru, Feuges, Charmont-sous-Barbuise, Pont-Sainte-Marie.                                                                           | RD15        |
| | Zonă de servicii: Charmont (în ambele sensuri). |             |
| De la ieșirea 22 până la A5: secțiune cu taxă în sistem închis, concesionată companiei APRR.           | |             |
| | Limitare la 130 km/h (sens Calais > Troyes). |             |
| | Zone de odihnă: Villechétif (sens Troyes-Calais) ; Les Crocs de la Terre (sens Calais-Troyes).                                                               |             |
| 23 - Troyes-Est                                                                                        | Orașe deservite: Saint-Dizier, Troyes-est, Forêt d'Orient, Pont-Sainte-Marie.                                                                                | RD619       |
| Intersecție                                                                                            | Nod rutier între A5 și A26: A6 (Lyon), A31 (Dijon), Mulhouse, Chaumont, A19 (Orléans), Paris, Auxerre, Sens.                                                 |             |
| A26 E17                                                                                                | |             |
| A5 E17 E54 E511                                                                                        | |             |